# Tour des sept églises

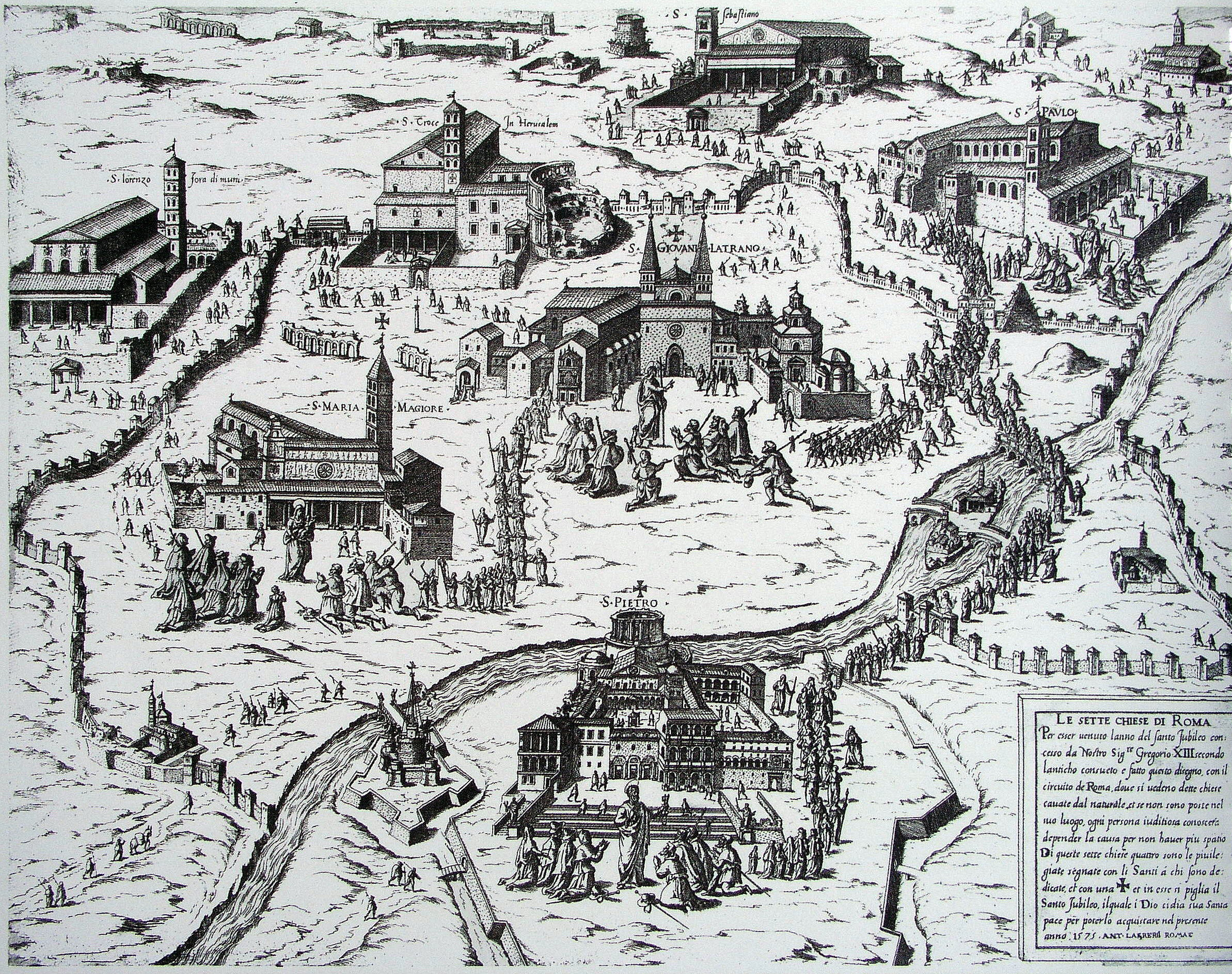
La procession des pèlerins allant d'une basilique à l'autre (gravure de 1575). On remarque que la construction de la basilique Saint-Pierre n'est pas encore terminée.

Le Tour des sept églises (en italien il giro delle Sette Chiese) est un pèlerinage urbain traditionnel de la ville de Rome. Entrepris de manière informelle au début des années 1540 par saint Philippe Néri et quelques disciples, il prit de l'ampleur lors de l'année jubilaire 1550 et devint une pratique stable et organisée à partir de 1559. À l'origine le pèlerinage durait deux jours (mercredi et Jeudi gras) et était spécifiquement conçu comme alternative au carnaval profane. 

## Description
Saint Ignace de Loyola, un proche ami de Philippe Néri, fit le pèlerinage des sept églises le 22 avril 1541, avec cinq compagnons cofondateurs de la Compagnie de Jésus. Ce jour-là les six premiers jésuites firent leur profession religieuse définitive dans la chapelle du Saint-Sacrement de la basilique Saint-Paul-hors-les-murs.
Ce pèlerinage inclut les quatre basiliques majeures de Rome (les seules majeures au monde) ainsi que trois importantes basiliques ayant canoniquement le rang de mineures, lesquelles sont, dans l'ordre de préséance diocésaine : 
Les quatre basiliques majeures : 
- la basilique Saint-Jean de Latran, cathédrale du diocèse de Rome, siège épiscopal du pape en tant qu'évêque de Rome ;
- la basilique Saint-Pierre, au Vatican, dédiée dès son origine  à saint Pierre, construite au dessus de son tombeau ;
- la basilique Saint-Paul-hors-les-murs, sur la voie Ostienne, dédiée dès son origine à saint Paul, construite au dessus de son tombeau ;
- la basilique Sainte-Marie-Majeure, la plus ancienne église dédiée à la Vierge Marie en tant que Mère de Dieu.

Trois basiliques mineures :
- la basilique Sainte-Croix-de-Jérusalem, qui garde les reliques de la Passion du Christ ;
- la basilique Saint-Laurent hors les murs, abritant les reliques de saint Laurent de Rome, diacre et martyr ;
- la basilique Saint-Sébastien-hors-les-Murs, abritant les reliques de saint Sébastien, soldat et martyr, sur la voie Appienne, au-dessus des catacombes du même nom.

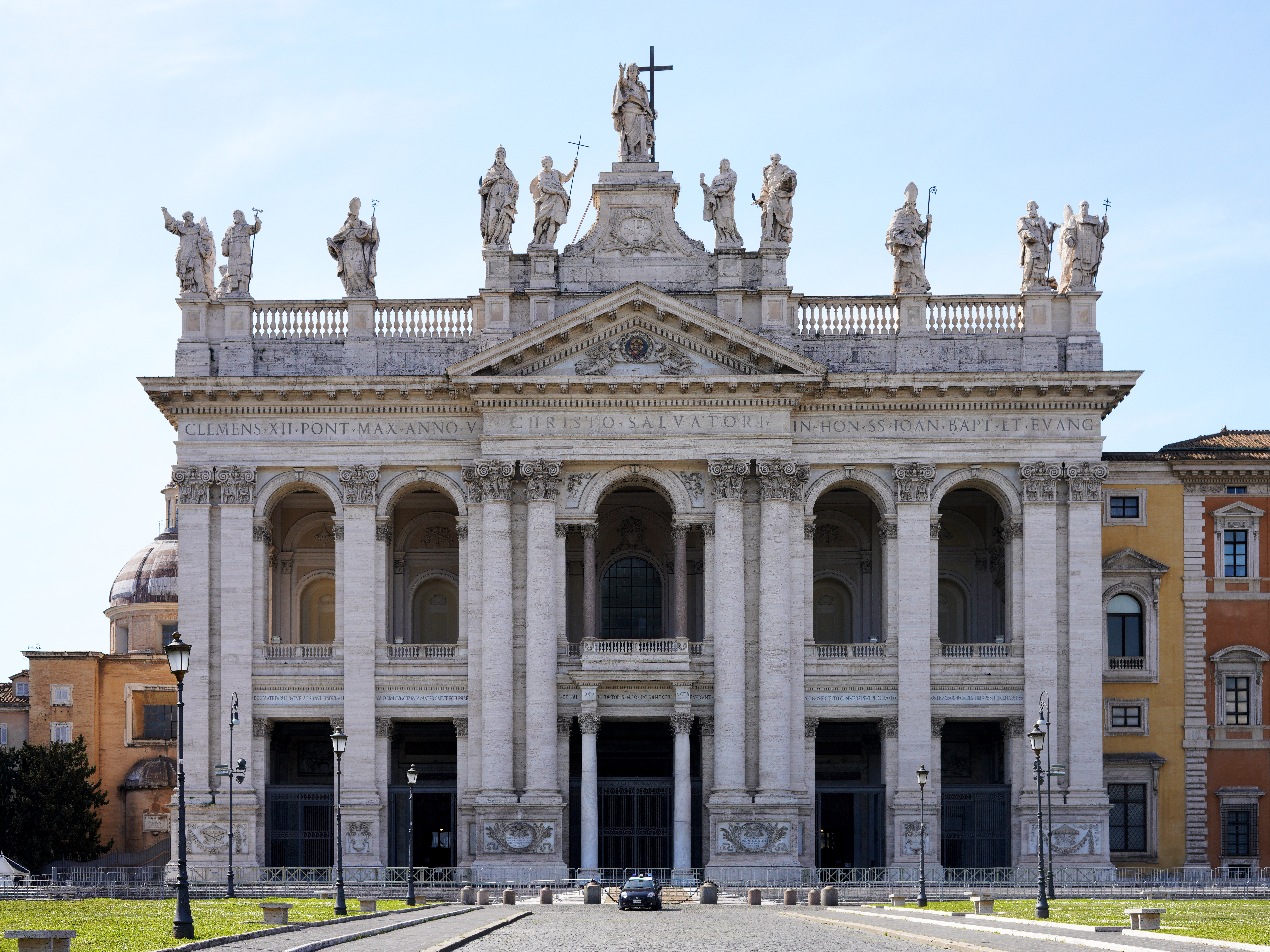
Saint-Jean de Latran.
Saint-Pierre au Vatican.
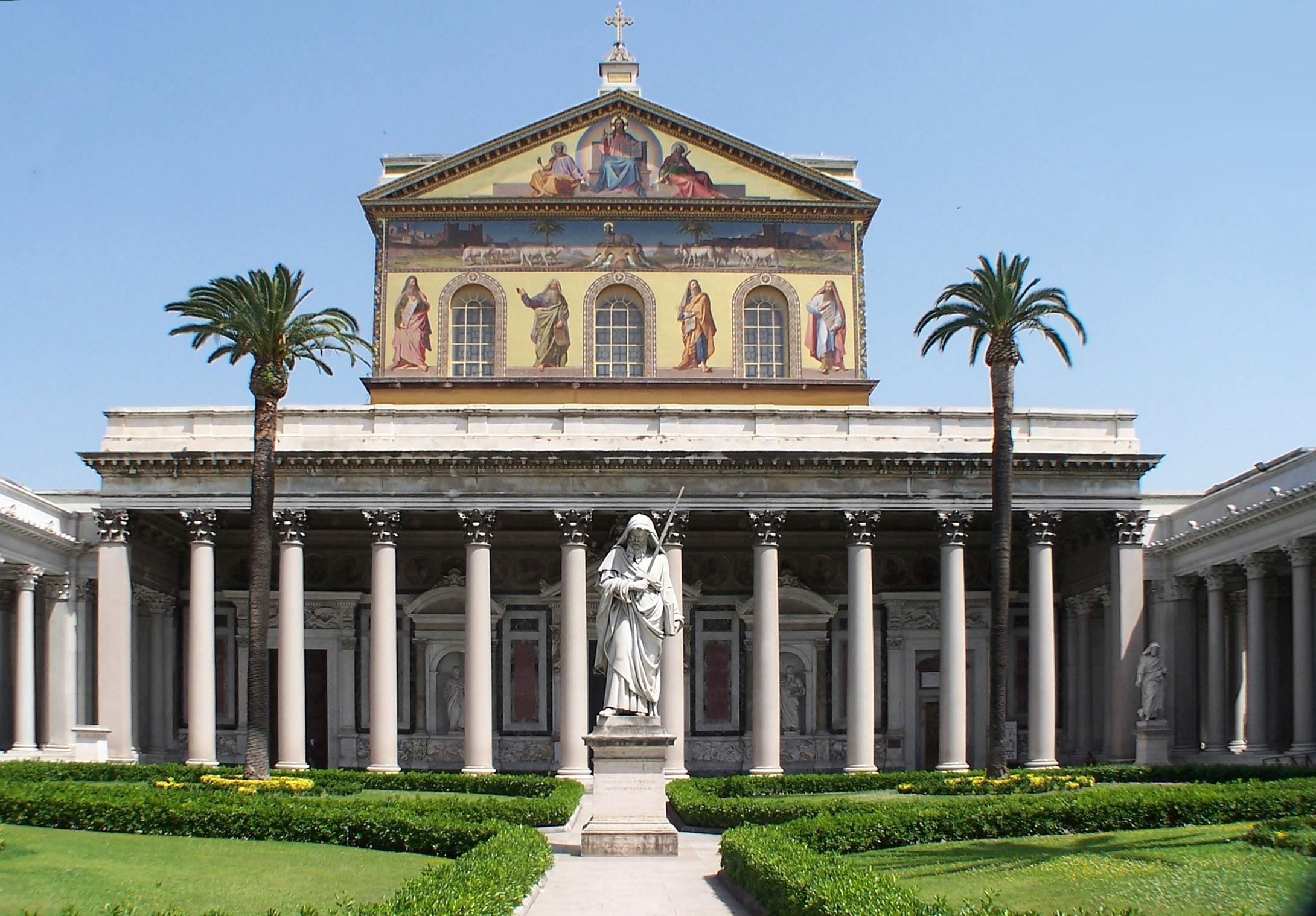
Saint-Paul-hors-les-murs.
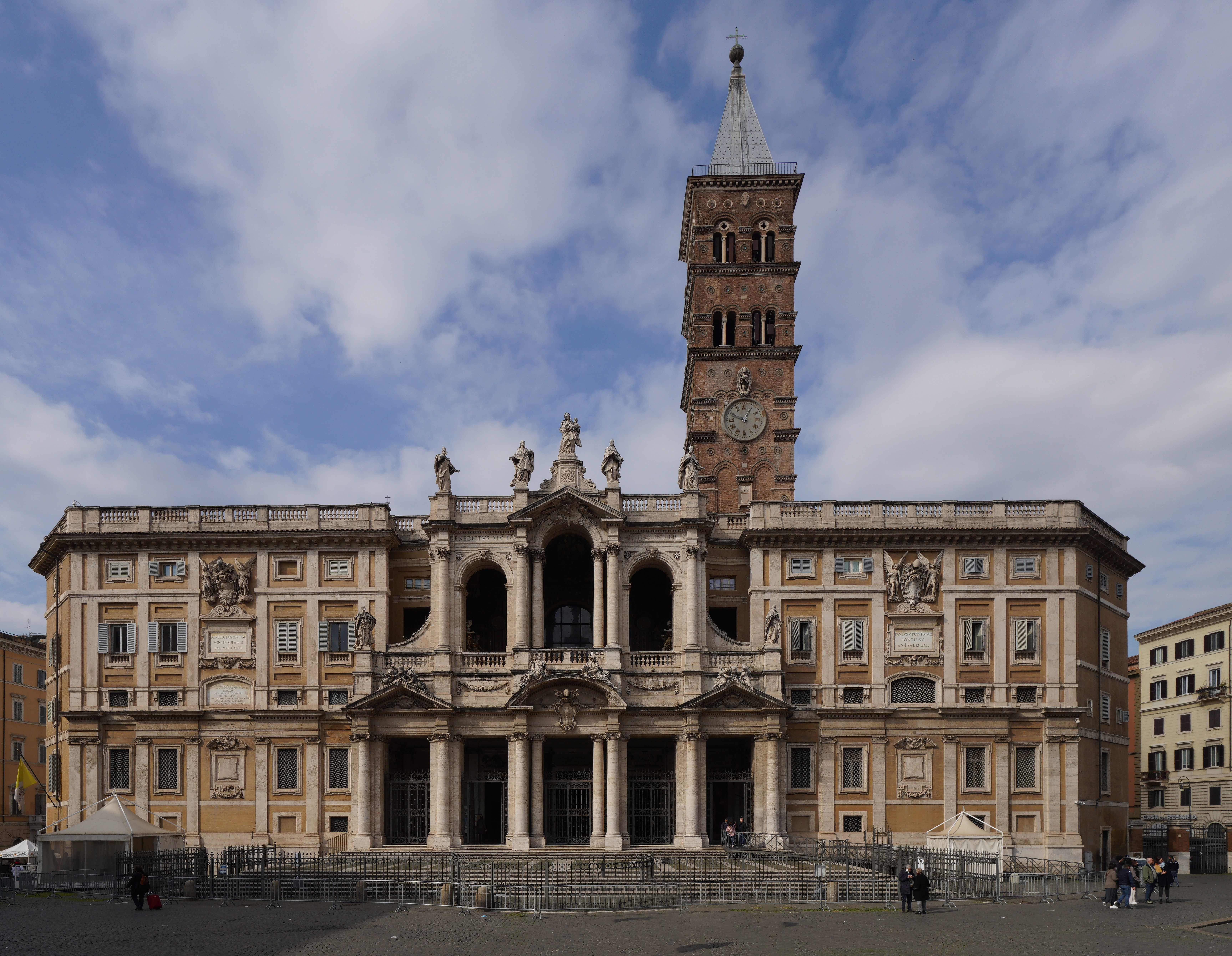
Sainte-Marie-Majeure.
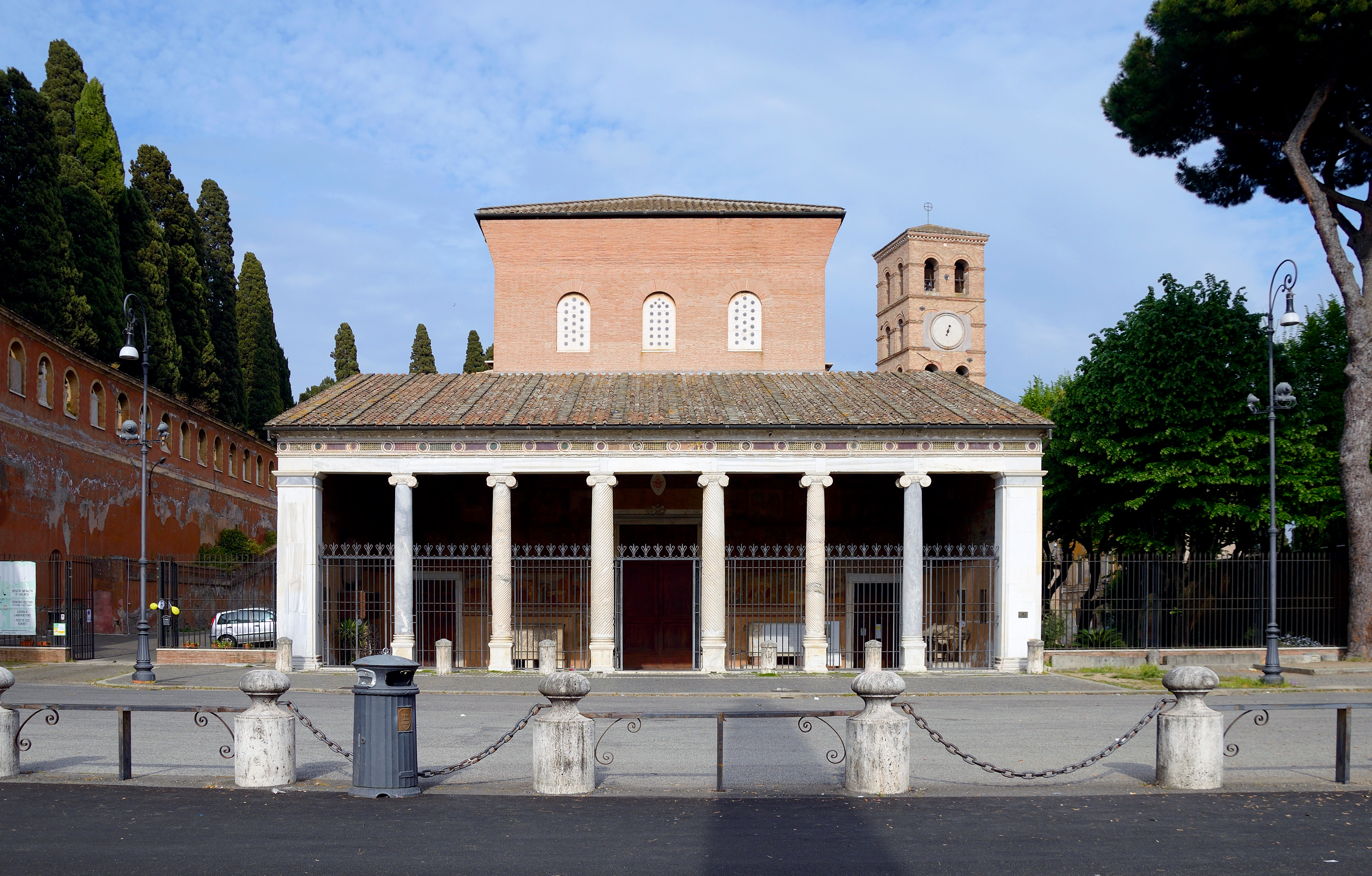
Saint-Laurent hors les murs.
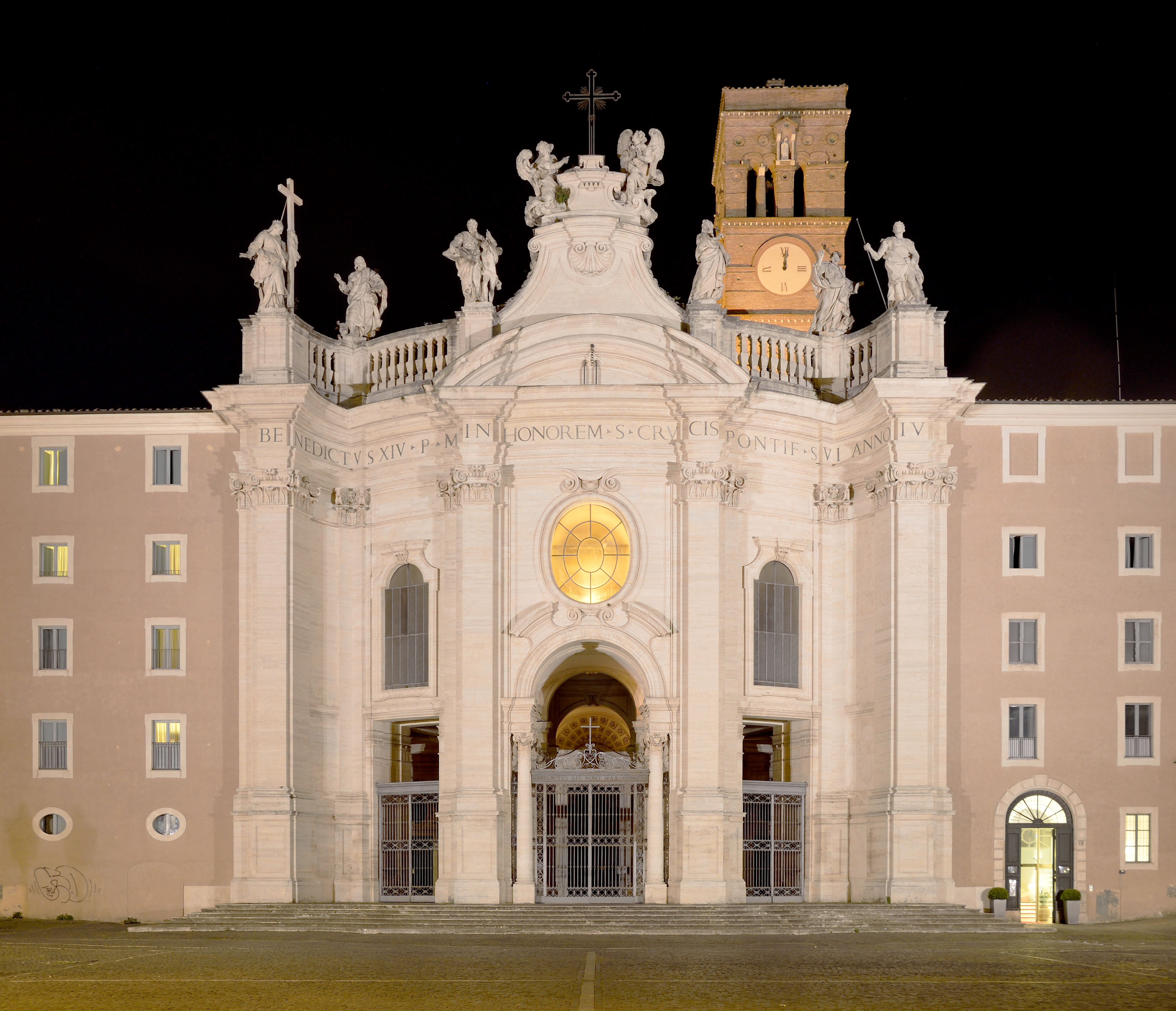
Sainte-Croix-de-Jérusalem.
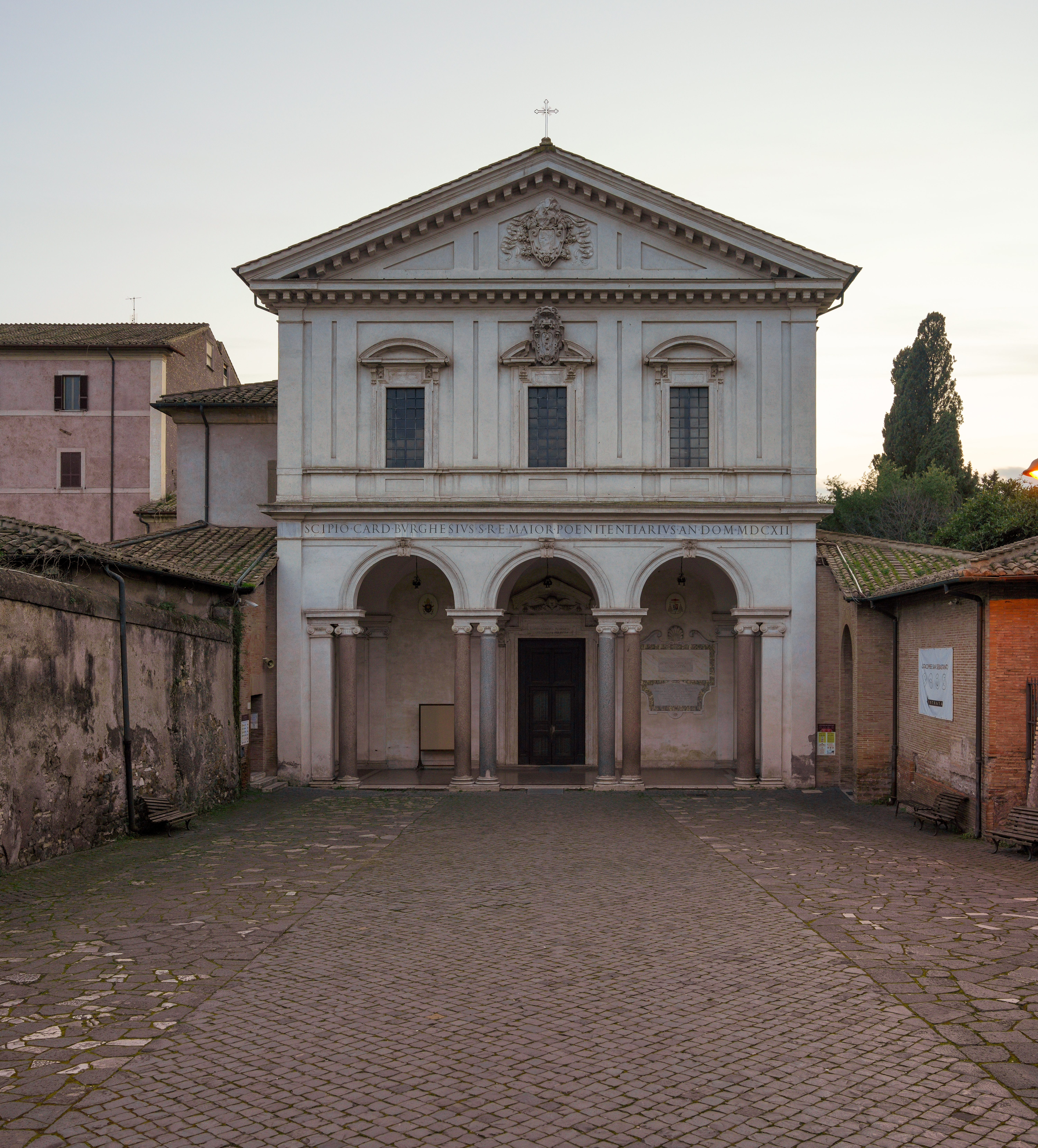
Saint-Sébastien-hors-les-Murs.

Le nombre 7 a une valeur biblique symbolique forte de plénitude et d'achèvement. Il évoque les sept jours de la création du monde (du livre de la Genèse), les sept miracles de Jésus (Évangile de Saint Jean) et les sept paroles de Jésus en croix. Il rappelle le nombre des collines de Rome, les Sept Merveilles du monde, etc. Il ne fait pas directement référence aux « sept Églises » du livre de l'Apocalypse.
Le parcours mesure en tout 25 km, car il relie des sanctuaires pour la plupart excentrés par rapport au centre antique (Forum) ou médiéval (Champ de Mars) de la ville. En effet, les basiliques édifiées sur des tombes d'apôtres (Pierre, Paul) ou de martyrs 
(Sébastien, Laurent) sont situées hors des murs de Rome. Le Latran (Saint-Jean) et le Sessorium (Sainte-Croix) étaient d'anciens domaines impériaux touchant au mur d'Aurélien. Quant à Sainte-Marie-Majeure, sur l’Esquilin, son emplacement fut indiqué par un miracle : une chute de neige en plein mois d’août. 
En procession ou isolément, nombre de romées suivront le chemin tracé par saint Philippe Néri. 
En 1575, le pèlerinage aux sept églises devient la norme pour obtenir l’indulgence plénière du jubilé. Son parcours est dès lors accompli tout au long de l’année et non plus seulement le Jeudi gras comme jusqu'alors, comme pré-carême. 
Les exigences diminuent lors des jubilés postérieurs à 1575. En l’an 2000, la bulle de proclamation du jubilé mentionne encore ces mêmes sept églises romaines, aux côtés des sanctuaires de Terre sainte, comme lieux dont la visite permet l’obtention de l’indulgence plénière.

## Parcours
Le parcours peut être accompli en une journée, à pied, dès 7 heures du matin à Saint-Pierre (ouverture) et en arrivant au plus tard avant 19 heures à Sainte-Marie-Majeure (fermeture). Les basiliques majeures sont ouvertes sans interruption durant la journée. Il est bien évidemment aisé également de « raccourcir » le trajet en utilisant les transports publics.

### De Saint-Pierre à Saint-Paul
Piazza S. Pietro – Borgo s. Spirito – Via dei Penitenzieri qui devient Via Porta S. Spirito puis Via della Lungara puis Via della Scala – Ste-Marie-au-Transtévère - Via della Lungaretta (traversant la Via di Trastevere) – Piazza in Piscinula – île Tibérine – Lungotevere Pierleoni – Piazza Bocca della Verità – Clivo dei Publicii – Via di S. Prisca – Piazza Albania – Via della Piramide di Cestio - Porta S. Paolo – Via Ostiense

### De Saint-Paul à Saint-Sébastien
Via delle Sette Chiese (parfois en zigzag, traversant le Largo delle Sette Chiese puis la Via Cristoforo Colombo) – Catacombes (f. entre 12h00 et 14h30 et en alternance, certains jours de la semaine) Ste-Domitille, S.-Sébastien et S.-Calliste.

### De Saint-Sébastien au Latran
Catacombes S.-Calliste – Quo Vadis – Via Appia Antica - Porta S. Sebastiano – Via di Porta S. Sebastiano - Piazzale Numa Pompilio – Via Druso – Via della Navicella – Parc de la Villa Celimontana – Via S. Stefano Rotondo.

### Du Latran à Sainte-Croix
Piazza di Porta S. Giovanni – Viale Carlo Felice.

### De Sainte-Croix à Saint-Laurent
Piazzale di Porta Maggiore – Porta Prenestina (puis passage sous le chemin de fer) – Viale Scalo S. Lorenzo – Via del Verano ou Via dei Reti – Piazzale del Verano / Piazza S. Lorenzo.

### De Saint-Laurent à Sainte-Marie-Majeure
Via Tiburtina – passage sous le chemin de fer - église Ste-Bibiane – Via Giovanni Giolitti – Via Lamarmora – Piazza Vittorio Emmanuele II – Via Carlo Alberto.

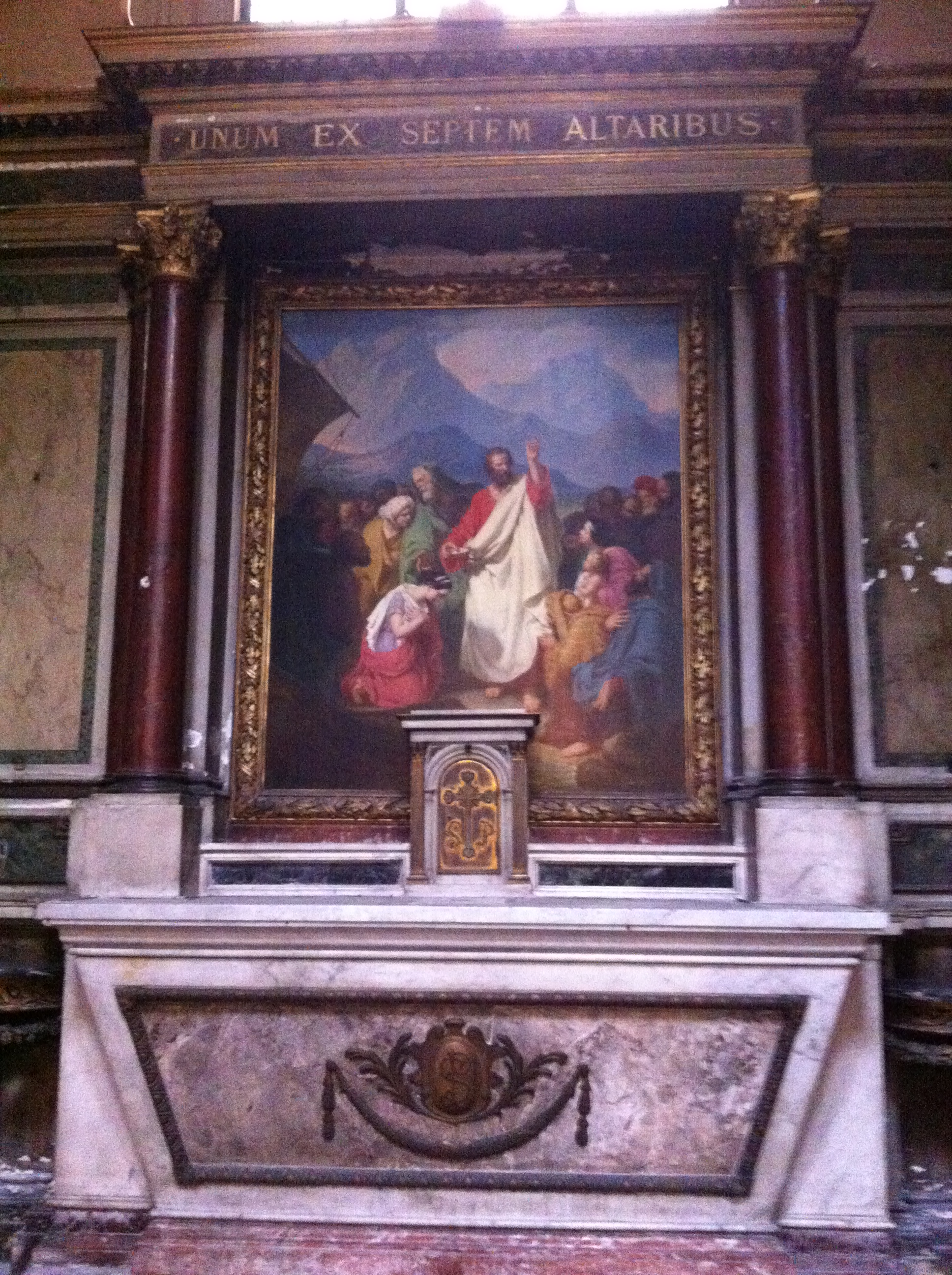
Unum ex septem altaribus (un des sept autels), église Saint-Paul-Saint-Louis, Paris.

## Privilège des sept autels
Dans certaines églises catholiques, comme la basilique Saint-Seurin de Bordeaux, Saint-Paul-Saint-Louis à Paris ou la cathédrale de Cuenca, on trouve des autels auxquels sont attachés les mêmes privilèges que ceux accordés aux personnes qui visitent successivement les sept principales églises de Rome. Ils sont identifiés par l'inscription latine unum ex septem altaribus (un des sept autels).